# 列奥纳多·达·芬奇联盟大学
列奥纳多·达·芬奇联盟大学（法語：Université confédérale Léonard de Vinci）是法国新阿基坦大区北部六个省份的一个大学与院校共同体。

## 历史
学校最早可以追溯到2009年成立的利穆赞-普瓦图-夏朗德高等教育研究中心。2015年中央-卢瓦尔河谷大区与利穆赞大区和普瓦图-夏朗德大区的高等教育机构共同成立了大学与院校共同体列奥纳多·达·芬奇联盟大学。2017年中央-卢瓦尔河谷大区的学校推出并成立了中央-卢瓦尔河谷院校联盟。

## 成员与伙伴

### 成员学校
- 利摩日大学
- 普瓦捷大学
- 国立高等机械航天学校
- 教育教学高等研究院

### 伙伴学校
- 国立远程教育中心
- 教学内容资料中心
- 体育资源表现鉴定中心